# Petrova Lehota
Petrova Lehota és un poble i municipi d'Eslovàquia que es troba a la regió de Trenčín.

## Història
La primera menció escrita de la vila es remunta al 1346.

## Demografia
| Godina             | 1994 | 2004 | 2014    | 2024   |
| ------------------ | ---- | ---- | ------- | ------ |
| Nombre de persones | 0    | 165  | 182     | 192    |
| Diferència         |      | –    | +10,30% | +5,49% |

| Godina             | 2023 | 2024   |
| ------------------ | ---- | ------ |
| Nombre de persones | 199  | 192    |
| Diferència         |      | −3,51% |